# Horst Wein
Horst Wein (Hannover, 1941 – Barcelona, 14 februari 2016) was een hockeyspeler, hockeycoach, sportadviseur en -schrijver.

## Biografie
Wein speelde vanaf de jaren 60 hockey op het hoogste niveau. Hij kwam 40 keer uit voor de Duitse hockeyploeg. In 1972 was hij verantwoordelijk voor de Duitse hockeyploeg op de Olympische Zomerspelen 1972. In 1973 werd Wein bondscoach van Spanje. Dit zou hij elf jaar blijven. 
Vanaf de jaren 80 begeleidde hij ook voetbaltrainers. Zo werkte hij onder meer bij FC Barcelona. Zijn zoon Christian (1979) kwam namens Duitsland uit op de Olympische Spelen 2000 in Sydney, waar hij met de Duitse selectie op de vijfde plaats eindigde in de eindrangschikking.
Wein schreef ook boeken over hockey en voetbal, zowel in het Duits, Engels, Spaans als Italiaans. 
Zijn zoon Christian werd ook hockeyspeler en werd zelfs wereldkampioen.
Horst Wein overleed overleed op 74-jarige leeftijd in Spanje.
- Gemeinsame Normdatei: 107794012
- International Standard Name Identifier: 0000 0000 8359 5652
- Library of Congress Control Number: n85101516
- Nationale Bibliotheek van Israël: 987007364270905171
- Nederlandse Thesaurus van Auteursnamen: 071673881
- Système universitaire de documentation: 120492725
- Virtual International Authority File: 15297531
- WorldCat: E39PBJwX6CWqyVcYTPdqpM6kDq